# Princess Blade
Princess Blade (修羅雪姫?, Shura Yukihime) è un film del 2001, diretto da Shinsuke Sato, tratto dal manga Lady Snowblood di Kazuo Kamimura e Kazuo Koike.

## Trama

Copertina del DVD italiano

In un imprecisato futuro, in Giappone è caduta la monarchia. Il clan Takemikazuchi, una volta fedele servitore dell'Imperatore, adesso è composto da feroci killer che uccidono per denaro. La principessa Yuki è l'ultima erede del clan. Istruita sin da bambina dal tutore Byakurai, in seguito alla morte della madre, la ragazza non prova nessuna emozione e sembra una micidiale macchina di morte.
Il giorno in cui compie venti anni, Yuki viene a sapere dal vecchio Kuka che sua madre è stata uccisa da Byakurai, perché voleva cambiare vita. Yuki inizialmente non crede a Kuka, ma confrontandosi con Byakurai capisce che l'uomo ha detto la verità. La ragazza decide così di attuare una vendetta e lascia il clan, fuggendo.
Yuki si rifugia a casa di Takashi, un giovane benzinaio che vive con la sorella, che in realtà è un terrorista che mira a far cadere l'attuale governo. Recatasi da Kuka, Yuki viene aggredita dal clan Takemikazuchi mentre si trova in un bosco. Ne scaturisce una furiosa battaglia, durante la quale Kuka muore, mentre Yuki viene gravemente ferita da una ragazza, che le pianta una katana sulla mano. Yuki riesce incredibilmente a uccidere la ragazza, quindi si toglie la katana dalla mano e si reca a casa di Takashi. Questi trova la ragazza svenuta e gravemente ferita, e la cura. Successivamente racconta il suo passato a Yuki, che grazie a lui ritrova il sorriso e la felicità.
La principessa viene nuovamente attaccata dal clan Takemikazuchi, e inizia il confronto finale con Byakurai. Intanto Takashi viene tradito dall'uomo per il quale lavorava, che lo uccide insieme alla sorella. Yuki uccide Byakurai, quindi si reca a casa di Takashi, trovando i corpi dei due ragazzi e scoprendo che Takashi è ancora vivo. L'illusione di poterlo salvare però dura poco, infatti il ragazzo muore tra le sue braccia.

## Riconoscimenti
- 2002 - New York International Independent Film & Video Festival
  - Gran premio della giuria

## Collegamenti ad altre pellicole
- Dal manga Lady Snowblood erano già stati tratto i film Lady Snowblood e Lady Snowblood: Song of Vengeance, entrambi diretti da Toshiya Fujita, rispettivamente nel 1973 e nel 1974.